# Buitinga nigrescens
Buitinga nigrescens is een spinnensoort uit de familie trilspinnen (Pholcidae). De soort komt voor in Kenia en Tanzania.